# Hotel de Bilderberg

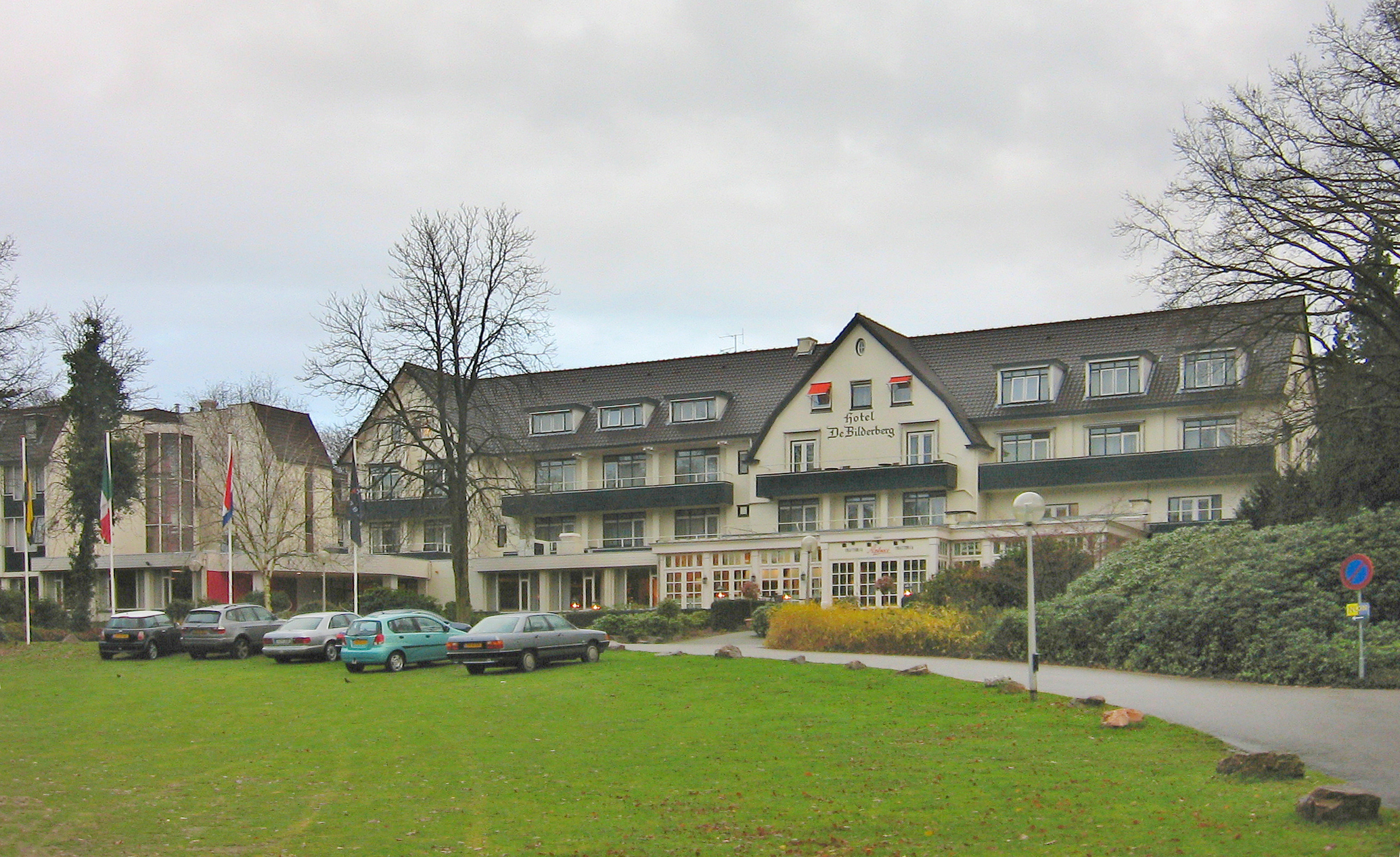
Hotel "De Bilderberg" em Oosterbeek

O Hotel de Bilderberg está situado na vila de Oosterbeek, Gueldres, na Holanda.
Lá se realizou a primeira  conferência de Bilderberg, em 1954. O nome do hotel acabou por designar tanto as conferências anuais quanto seus participantes (Bilderbergers).